# Marila lactogena
Marila lactogena là một loài thực vật có hoa trong họ Calophyllaceae. Loài này được Cuatrec. mô tả khoa học đầu tiên năm 1949.